# Żywa torpeda

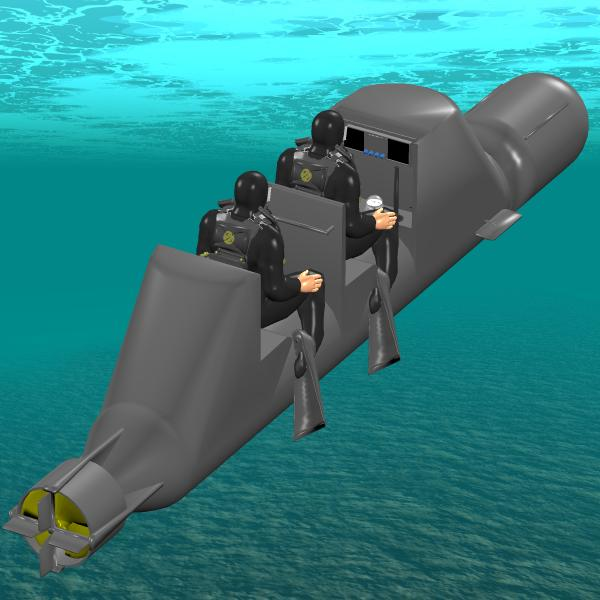
Brytyjska żywa torpeda Chariot

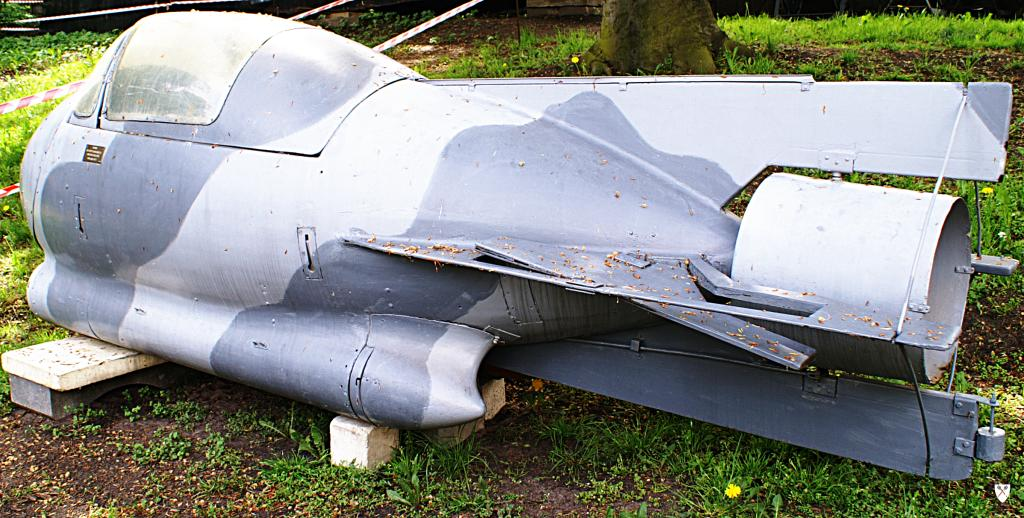
Błotniak w Muzeum Marynarki Wojennej w Gdyni

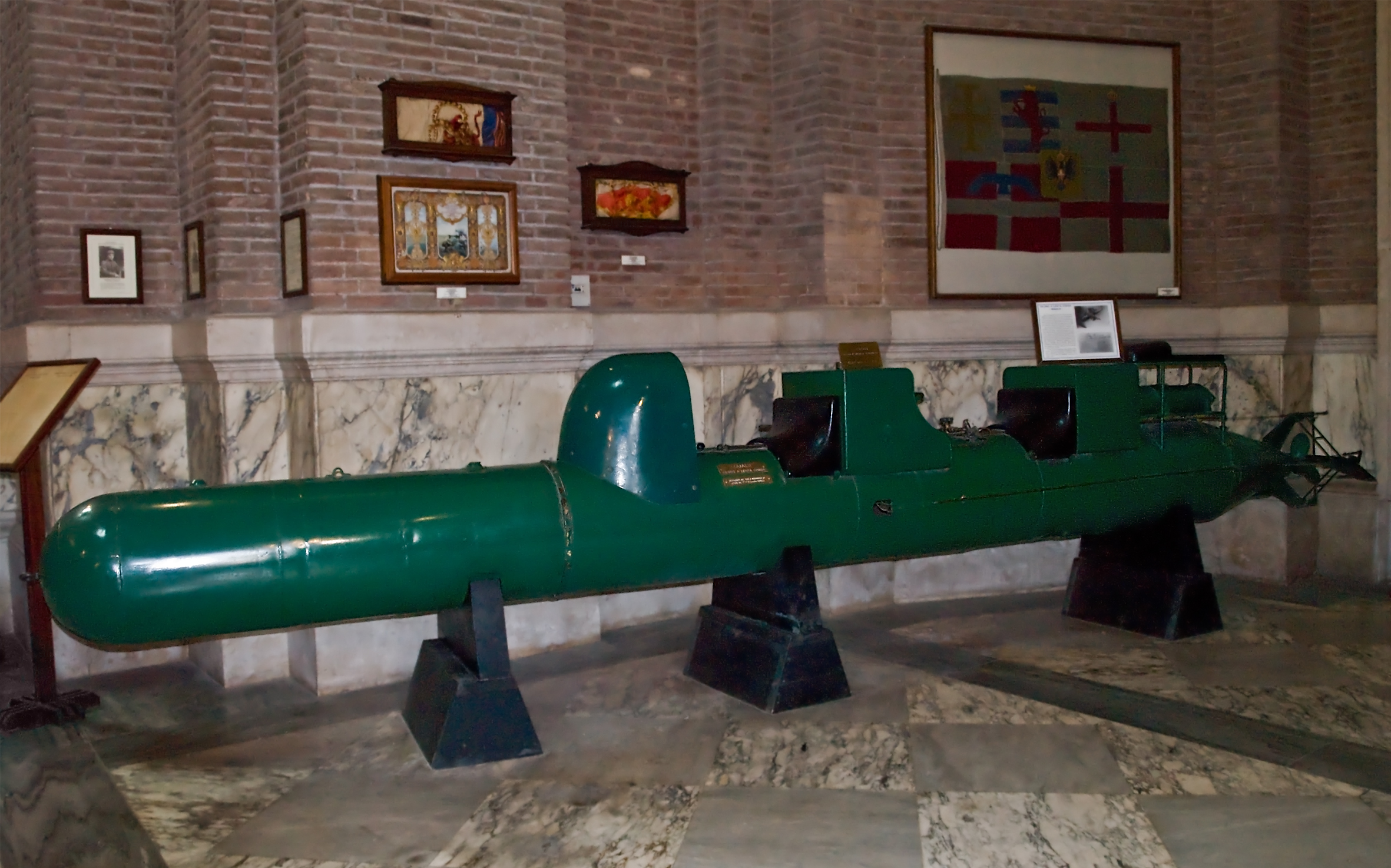
Włoska żywa torpeda Maiale

Żywa torpeda – pojazd podwodny z materiałem wybuchowym przeznaczony do ataków samobójczych (np. Kaiten) lub dywersyjnych. Większość pojazdów dawała przynajmniej teoretyczną szansę przeżycia, ale w praktyce załogi często ginęły albo dostawały się do niewoli.
Najbardziej znaną jest japońska torpeda Kaiten z okresu II wojny światowej przeznaczona do ataków samobójczych.

## Historia
Pierwszy udany atak przeprowadziła włoska torpeda Mignatta na zacumowany w porcie Pola austro-węgierski pancernik SMS „Viribus Unitis” nocą 31 października/1 listopada 1918 (w wyniku braku łączności pancernik został zatopiony po przejęciu przez Państwo Słoweńców, Chorwatów i Serbów).
Najbardziej udanym jest dywersyjny atak trzech włoskich Maiale w nocy z 18 na 19 grudnia 1941 w porcie Aleksandria. Założyły trzy głowice pod pancernikami HMS „Queen Elizabeth” i HMS „Valiant” oraz tankowcem „Sagona”. „Queen Elizabeth” osiadł na dnie, a pozostałe zostały ciężko uszkodzone. Ponadto poważnie został uszkodzony niszczyciel „Jervis” kotwiczący obok tankowca.
W latach 70. XX wieku w PRL powstał Błotniak, pojazd podwodny do zadań dywersyjnych zbliżony do żywej torpedy.
Przed wybuchem II wojny światowej w II RP pojawiły się informacje prasowe, jakoby projektowano użycie torped do ataków samobójczych. Nie były one prawdziwe, ale wielu ochotników pod ich wpływem zgłaszało w sztabach wojskowych gotowość udziału w takich działaniach, co również było nagłaśniane przez żądną sensacji prasę.

## Taktyka
- Atak samobójczy:
  - japońskie torpedy Kaiten
- Podczepienie miny zegarowej pod okrętem:
  - włoskie Mignatta i Maiale
  - brytyjskie Chariot
- Wystrzelenie podwieszonej torpedy:
  - niemieckie Neger
- Niszczenie małymi minami newralgicznych miejsc okrętów i infrastruktury np. rurociągów w wielu miejscach:
  - Błotniak

## Kraje, które zastosowały żywą torpedę
- I wojna światowa
  - Włochy: Mignatta
- II wojna światowa
  - Japonia: Kaiten
  - Niemcy: Neger, Marder, Hai
  - Wielka Brytania: Chariot
  - Włochy: Maiale.